# Cavium
Cavium Inc. ist eine Entwicklungsfirma im Bereich der Halbleitertechnik aus San José, Kalifornien. Die Firma wurde 2000 von Syed B. Ali und M. Raghib Hussain gegründet, der Börsengang erfolgte im Oktober 2007. Die Firma ist spezialisiert auf ARM- und MIPS-basierte Netzwerk- und Kommunikationsprozessoren, später kamen Video-, Speicher- und Sicherheits-Chips hinzu.
Im Juli 2018 wurde Cavium von der Marvell Technology Group übernommen, besteht aber als Unternehmen und Handelsmarke weiter.
Laut einer wissenschaftlichen Auswertung von Dokumenten der Snowden-Affäre habe die National Security Agency (NSA) Cavium-Prozessoren als für die Fernmeldeaufklärung befähigt (SIGINT-enabled) eingestuft, was Spekulationen über das bewusste Setzen von Backdoors durch das Unternehmen veranlasste, die das Unternehmen bestritt.

## Produkte
- cnMIPS Mikroarchitektur
- XPliant programmierbare Netzwerk-Switche
- Octeon Multi-Core MIPS basierte Prozessoren für Netzwerk-Switches
- ThunderX ARM-Server-Prozessoren

## Unternehmensaufkäufe
verschiedene Unternehmen wurden in der Vergangenheit erworben:
| Datum         | Erworbenes Unternehmen     | Produktlinien                                                                                  |
| ------------- | -------------------------- | ---------------------------------------------------------------------------------------------- |
| August 2008   | Star Semiconductor         | ARM-basierte Systems-on-chip-Prozessoren                                                       |
| Dezember 2008 | W&W Communications         | Videokompression-Software und -hardware                                                        |
| Dezember 2009 | MontaVista Software        | Carrier Grade Linux Linux & Embedded Systems                                                   |
| Januar 2011   | Celestial Semiconductor    | SoCs für Telekommunikations-Unternehmen wie Satelliten-, Kabel- und Internet-Fernseh-Betreiber |
| Februar 2011  | Wavesat Telecommunications | Halbleiterprodukte für Netzwerkunternehmen und Mobilgerätehersteller                           |
| Juli 2014     | Xpliant, Inc.              | Switching- und SDN-Spezialist                                                                  |
| Juni 2016     | QLogic, Inc.               | Ethernet- und Storage-Spezialist                                                               |